# Días críticos
En Medicina antigua se llamaba días críticos a ciertos días en que se había creído notar con preferencia los fenómenos que preceden o acompañan la terminación de las enfermedades.
Según Hipócrates y Galeno, el séptimo día era crítico por excelencia y durante el mismo eran favorables las crisis, por lo general. Venían después en orden de eficacia el 14.º, el 9.º, el 11.º, el 20.º y el 21.º, el 27.º y el 28.º. El sexto día lo denominaba Galeno, el Tirano, porque la crisis en él determinada era ordinariamente funesta. Los más desfavorables son el 8.º, el 10.º, el 12.º, el 16.º y el 19.º. El 13.º no era favorable, ni adverso. Las crisis favorables se anuncian ordinariamente tres días antes, llamados días indicadores.